# Kundenzählanlage
Bei einer Kundenzählanlage (auch genannt footfall, Frequenzzählanlage, Besucherzählanlage) handelt es sich um ein System, das Besucher oder Kunden an einem bestimmten Punkt, einem Eingang, Ausgang oder innerhalb eines Aufenthaltsbereiches automatisch erfasst. Die Genauigkeit hängt sehr stark von der Qualität des Auswertungsalgorithmus der per Bildsensor, Lichtschranke oder anderer Sensoren erfassten Situation ab. Zumeist ist diese Technik in den Ein- und Ausgangsbereichen  von Geschäften, Einkaufszentren, Museen und anderen hochfrequentierten Orten installiert, damit die Gesamtzahl der Besucher sowie der zurzeit im Objekt befindlichen Personen erfasst wird. Als Augen bzw. Sensoren für die erste Rohdatenerfassung werden verschiedene Techniken verwendet, dazu gehören Infrarotstrahlung, Computeranalyse eines einzelnen oder gedoppelten CCD-Sensors, eine Wärmebildkamera oder eine Drucksensormatte.

## Anwendungsgebiete

### Einzelhandel
Für die Erfassung von Besuchern gibt es eine Reihe von Gründen. Im Einzelhandel ist diese Erhebung ein wesentlicher Beitrag zur Geschäftsintelligenz – ein maßgeblicher Faktor der Rohdaten, aus denen sich mittels verschiedener Relationen Entscheidungsgrundlagen ergeben. Ein Indikator für den Geschäftserfolg ist das Verhältnis aus Besuchern zu tatsächlichen Kunden. Man nennt dies auch Konversion. So kann in zwei gleichartigen Geschäften der absolute Umsatz für Geschäft A mehr gestiegen sein als in Geschäft B – und dennoch ist der Nettogeschäftserfolg bezogen auf die Anzahl der tatsächlichen Kunden in Geschäft B höher. Das dortige Personal hat also besser agiert, denn die höhere bzw. niedrigere absolute Besucherzahl kann vollkommen externe Gründe gehabt haben. Der KPI (Leistungskennzahl) würde in diesem Beispiel zu Gunsten des Geschäftes B ausschlagen und aus Geschäftsleitungssicht einen direkten Handlungsbedarf in Geschäft A nahelegen. Sinngemäß ähnliche Ableitungen lassen sich auch für periodische Vergleiche oder durch Bezugnahme auf andere Indikatoren wie Jahreszeit, Wetter u. ä. treffen.
Neben diesem Benchmarking-Nutzen dient die Kenntnis der Datenhistorie auch der Förderung der Kundenzufriedenheit innerhalb der CEM-Maßnahmen (Customer-Experience-Management). Mitentscheidend für die positiven Kundenerlebnisse ist die dem jeweiligen Geschäft angemessene Verfügbarkeit von Personal. Dies sowohl im Beratungs- wie im Check-out- bzw. Kassenbereich.

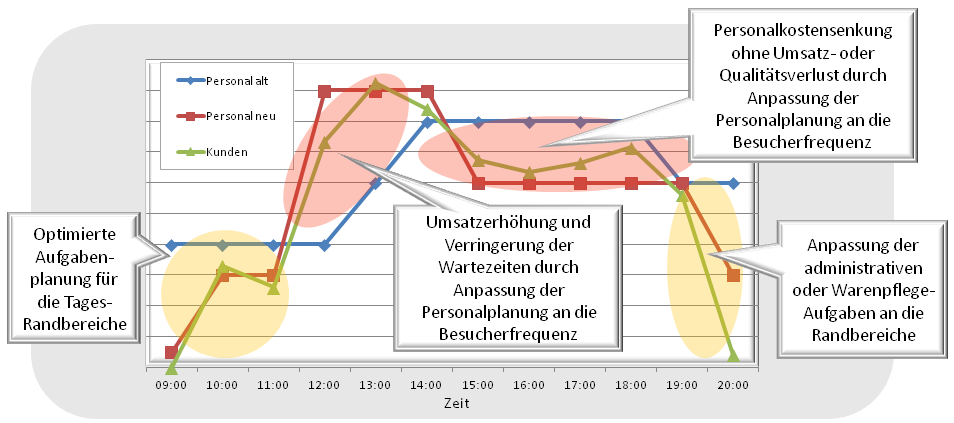
Personaleinsatzoptimierung als CEM-Maßnahme nach Personenzählung

Nutzt man also die Kundenzählung dazu, vorausschauend den Bedarf an Personal akkurat zu prognostizieren, ergeben sich direkte und indirekte Mehrausschöpfungen des Kundenpotentials. Verfolgt man den Prozess bis zur Kasse und setzt neben die realen und emotionalen Aspekte die tatsächliche sowie die gefühlte Wartezeit, so füllt sich das Vorteilsportfolio. Mag man die weichen Faktoren wie Zufriedenheit noch als vagen Beitrag zur Kundenloyalität in Frage stellen, so ist nach der Erlang-Berechnungsmethode eine bis zu 30%ig verkürzte Wartezeit schon als harter Faktor zu betrachten.
Eine Optimierung im CEM hat für größere Unternehmen einen zeitlich versetzten, messbaren Einfluss auf den Marken- und Unternehmenswert.
- Personaldienstpläne der wechselnden Besuchernachfrage und den Einkaufsgepflogenheiten anpassen
- als wirkungsstarke ad hoc Micro-Management-Maßnahme die optimale Zahl an Kassen vorhersagen, die in 15 und in 30 Minuten geöffnet sein müssen
- das angestrebte Maß an Servicequalität gewährleisten
- direkte und indirekte Zusammenhänge zwischen Wartezeiten und Umsatzraten aufzeigen
- Umsatzpotentiale erschöpfend nutzen und so genannte Heat Maps [7] identifizieren
- ein optimales Verhältnis zwischen Kassenpersonal und Besuchern finden, bei dem steigenden Umsätze zunehmende Personalkosten übertreffen

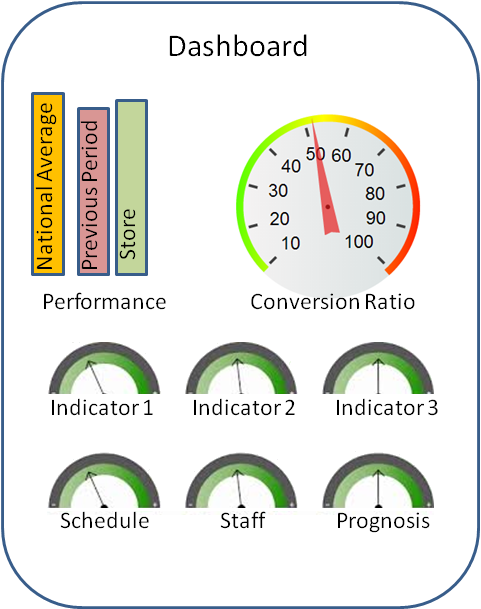
Management Monitor zur Filialentwicklung

In einer Welt, in der das Herz des Handels zunehmend durch Zahlen, Daten und Fakten schlägt und die Abgrenzung durch Marketing sowie Kundenloyalität (Word of Mouth) erfolgt, Konzentrationsprozesse im Flächenvertrieb und profilscharfe Monobrand- oder Flagshipstores in den Innenstädten und Outlet-Centern die Shopping-Welt verändern, ist der Beitrag der Kundenzählanlagen als maßgebliche Input-Quelle im Big-Data-Strom nahezu unverzichtbar geworden. Eine Erkenntnis, die bereits mehr als 25 % des Einzelhandels in die Tat umgesetzt hat.

### Einkaufspassagen und -zentren

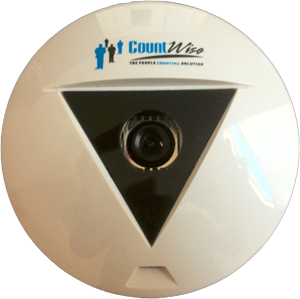
Optischer Sensor für Kundenzählanlagen

Ein Einkaufszentrum oder eine Einkaufspassage ist heute zu fast 100 % mit Frequenzmess- bzw. Kundenzählanlagen ausgestattet. Sie dienen einerseits dazu, den Erfolg von Marketing- und Werbemaßnahmen zu dokumentieren. Andererseits helfen sie dabei, die Mieten für die einzelnen Ladenlokale zu rechtfertigen, indem die unterschiedlichen Bereiche und Etagen per Sensor erfasst und differenziert bewertet werden. Die einzige wissen- und betriebswirtschaftlich belastbare Methode, dies zu belegen, ist eine exakte Messung der Besucherströme. Die Betreiber dieser Einkaufszentren belegen für die Mieter, wie viele Passanten in einem bestimmten Abstand an den von ihnen gemieteten (Schaufenster-)Flächen vorbeigehen. Einen Prozentsatz dieser Passanten suchen die Shop-Betreiber für sich zu gewinnen – es liegt an ihnen, diesen Prozentsatz so hoch wie möglich zu gestalten. Jedenfalls haben sie eine feste Ausgangsgröße, die – wenn die Informationen zusammengeführt werden – eine klare Indikation über das individuelle Marketing, die Shop-Attraktivität und den Erfolg der Werbung messbar machen. Dafür angewendete Kenngrößen sind CPT (engl. Cost Per Thousand) oder SSM (engl. Shoppers Per Square Metre, dt. Kunden pro Quadratmeter) sowohl für die Zentren als auch für die Geschäfte.

### Museen, Veranstaltungsorte, Personentransport, Casinos
An allen von einer Vielzahl Menschen besuchten Orten ist es entscheidend, zu wissen, wie viele Personen wann wo sind. Das lässt sich an Eintrittstickets oder Umsätzen kaum genau genug erfassen. In einem Museum muss man wissen, wohin sich die Besucher bewegen und wie lange sie sich in bestimmten Bereichen aufhalten. Kennt man diese Daten, kann man die Leitsysteme und Exponate so aufteilen, dass ein weitgehend störungsfreier Ablauf Staus ebenso vermeidet wie gähnende Leere. Das nützt dem Besucher so sehr wie dem Betreiber. Auch Theater und Veranstaltungshallen wie die neue Elbphilharmonie in Hamburg werden mit präzise arbeitenden Kundenzählanlagen ausgerüstet, die die erwarteten rund 10.000 Besucher pro Tag erfassen. Die Daten dienen der Kontrolle, der Sicherheit sowie der Optimierung und Feinsteuerung der Klimatechnik.
Plant man Großveranstaltungen und führt diese durch, so sind Menschenmengen zu leiten. Nur in Kenntnis dieser Ströme kann Sicherheit und zeitgerechte Durchführbarkeit den Vorrang erreichen, der diesen Faktoren angemessen ist. Selbst große Menschenmengen sind mit hoher Genauigkeit messbar und Frühwarnsystem können greifen. Berechnet man die zur Verfügung stehende Fläche und setzt voraus, das bei einem Unterschreiten von weniger als 0,4 m² Fläche pro Person eine kritische Gefahrengrenze erreicht ist, kann gegengesteuert werden.
Mit den Schiffen der Staten Island Ferry in New York werden täglich im Durchschnitt rund 75.000 Personen transportiert. Die dort verwendeten Systeme der Passagierzählung arbeiten mit einer fast 100%igen Genauigkeit und lösen jeweils einen Überprüfungsalarm aus, wenn die Anzahl der an Bord gegangenen Personen mit der, die das Schiff verlassen, nicht übereinstimmt.
In Las Vegas, dem US-amerikanischen Glücksspiel-Zentrum, kontrolliert der Staat die Steuereinnahmen aus dem Glücksspielgeschäft aus dem Verhältnis von Spielern zu den gemeldeten Umsätzen. Dafür werden von den knapp 40 Millionen jährlichen Besuchern der Stadt knapp dreiviertel als Casinobesucher automatisiert gezählt, die im Durchschnitt mehr als 2,5 Stunden täglich in einem Casino verbringen. Die Zählung erfolgt einheitlich und verbindlich mit einem von der US-Regierung zertifizierten System höchster Ergebnisgenauigkeit.

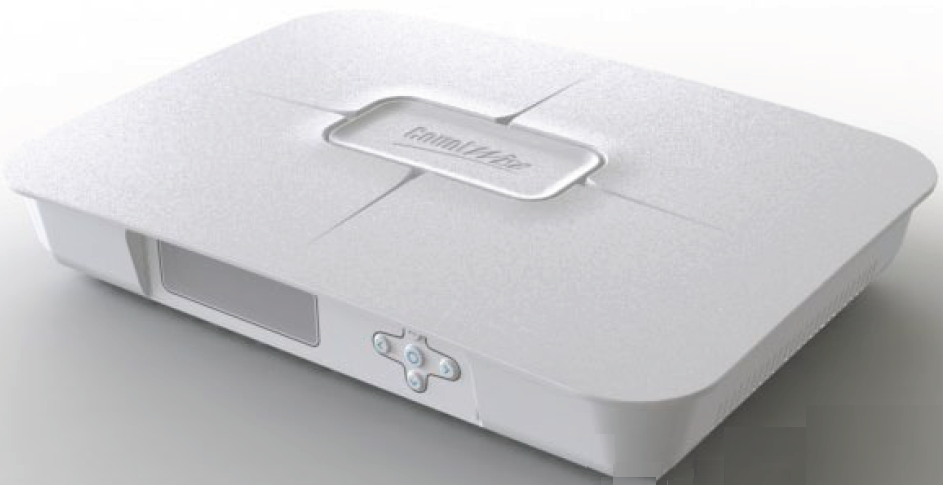
System für die Personenzählung

Etliche gemeinnützig ausgerichtete Organisationen benötigen belegbare Besucher- und Nutzerzahlen um ihre weitere Finanzierung zu rechtfertigen. Öffentliche Büchereien beispielsweise haben wesentlich mehr Besucher, als es die tatsächlichen Ausleihungen belegen. Das liegt daran, dass ein registrierter Ausleiher häufig für weitere Familienmitglieder Bücher unter Vorlage eines Mitgliederausweises entleiht. Diese aktiven Begleitpersonen werden durch die reine Buchführung nicht erfasst, sind aber faktisch in der Bücherei und nehmen die Beratungsleistungen in Anspruch.

## Technologien
Moderne Frequenzmess- bzw. Kundenzählanlagen basieren auf verschiedenartigen Technologien.